# Hypsiboas ericae
Hypsiboas ericae är en groddjursart som först beskrevs av Ulisses Caramaschi och Cruz 2000.  Hypsiboas ericae ingår i släktet Hypsiboas och familjen lövgrodor. IUCN kategoriserar arten globalt som otillräckligt studerad. Inga underarter finns listade i Catalogue of Life.